# Copa Sudamericana 2014
De Copa Sudamericana 2014  is de 14e editie van dit voetbalbekertoernooi voor clubteams dat door de CONMEBOL wordt georganiseerd. Het toernooi begon op 20 augustus 2014 en eindigt op 10 december met de tweede finalewedstrijd. De winnaar plaatst zich voor de Recopa Sudamericana en de Copa Libertadores 2015.
Dit is het vijfde seizoen dat alle landen een extra deelnemer hebben behalve Argentinië en Brazilië. Boca Juniors en River Plate worden niet langer uitgenodigd zonder plaatsing.
Het voetbalteam van Lanús is de titelhouder.

## Programma
Alle data zijn op een woensdag, maar de wedstrijden kunnen ook een dag eerder (dinsdag) of een dag later (donderdag) worden gespeeld.
| Ronde         | 1e wedstrijd                 | 2e wedstrijd                 |
| ------------- | ---------------------------- | ---------------------------- |
| 1e ronde      | 20 augustus 2014             | 27 augustus 2014             |
| 2e ronde      | 3, 10, 17, 24 september 2014 | 3, 10, 17, 24 september 2014 |
| Laatste 16    | 1, 8, 15, 22 oktober 2014    | 1, 8, 15, 22 oktober 2014    |
| Kwartfinales  | 29 oktober 2014              | 5 november 2014              |
| Halve finales | 19 november 2014             | 26 november 2014             |
| Finale        | 3 december 2014              | 10 december 2014             |

## Loting
De loting voor het toernooi vond plaats op 20 mei 2014 in Buenos Aires, Argentinië.

## Eliminatiefase
De kwalificatiewedstrijden werden over twee wedstrijden gespeeld, waarbij de uitdoelpuntenregel van toepassing was. Als beide teams na twee wedstrijden gelijk eindigden, volgde direct de strafschoppenserie (er werd geen verlenging gespeeld).

### Eerste ronde
| Teams                | Teams              | Teams                   | Uitslagen    | Uitslagen    |
| Team 1               | Totaal             | Team 2                  | 1e wedstrijd | 2e wedstrijd |
| -------------------- | ------------------ | ----------------------- | ------------ | ------------ |
| San José             | 6 - 3              | Huachipato              | 3 - 1        | 3 - 2        |
| Universitario        | 2 - 1              | Deportes Iquique        | 2 - 0        | 0 - 1        |
| Deportivo Capiatá    | 5 - 3              | Danubio FC              | 3 - 1        | 2 - 2        |
| Rentistas            | 1 - 2              | Cerro Porteño           | 0 - 2        | 1 - 0        |
| General Díaz         | 4 - 3              | Cobresal                | 2 - 1        | 2 - 2        |
| Nacional Potosí      | 1 - 3              | Libertad                | 1 - 0        | 0 - 3        |
| Universidad Católica | 0 - 4              | River Plate             | 0 - 1        | 0 - 3        |
| Peñarol              | 6 - 0              | Wilstermann             | 2 - 0        | 4 - 0        |
| Inti Gas             | 0 - 2              | Caracas                 | 0 - 1        | 0 - 1        |
| Barcelona            | 3- 0               | Alianza Lima            | 3 - 0        | 0 - 0        |
| Deportivo La Guaira  | 1 - 2              | Atlético Nacional       | 1 - 1        | 0 - 1        |
| Águilas Doradas      | 2 - 3              | Emelec                  | 1 - 1        | 1 - 2        |
| UTC                  | 0 - 3              | Deportivo Cali          | 0 - 0        | 0 - 3        |
| Millonarios          | 3 - 4              | U. César Vallejo        | 1 - 2        | 2 - 2        |
| Trujillanos          | 1 - 2              | Independiente del Valle | 0 - 1        | 1 - 1        |
| Universidad Católica | 2 - 2 (5 - 4 pen.) | Deportivo Anzoátegui    | 1 - 1        | 1 - 1        |

### Tweede ronde
| Teams                       | Teams     | Teams                        | Uitslagen    | Uitslagen    |
| Team 1                      | Totaal    | Team 2                       | 1e wedstrijd | 2e wedstrijd |
| --------------------------- | --------- | ---------------------------- | ------------ | ------------ |
| Sport Recife                | 1 - 3     | Vitória                      | 0 - 1        | 1 - 2        |
| Club Deportivo Capiatá      | 4 - 2     | Caracas Fútbol Club          | 1 - 1        | 3 - 1        |
| Godoy Cruz                  | 0 - 3     | Club Atlético River Plate    | 0 - 1        | 0 - 2        |
| Club Deportivo Huachipato   | 2 - 1     | CD Universidad Católica      | 2 - 0        | 0 - 1        |
| Fluminense Football Club    | 2 - 2 (u) | Goiás                        | 2 - 1        | 0 - 1        |
| Peñarol                     | 3 - 2     | Deportivo Cali               | 2 - 2        | 1 - 0        |
| Universitario de Sucre      | 2 - 5     | CD Universidad César Vallejo | 2 - 2        | 0 - 3        |
| Sport Club Internacional    | 1 - 3     | Esporte Clube Bahia          | 0 - 2        | 1 - 1        |
| CSD Independiente del Valle | 1 - 3     | Club Cerro Porteño           | 1 - 0        | 0 - 3        |
| Gimnasia                    | 0 - 1     | Estudiantes                  | 0 - 0        | 0 - 1        |
| Club Sport Emelec           | 3 - 2     | CA River Plate (Montevideo)  | 2 - 1        | 1 - 1        |
| Criciúma Esporte Clube      | 2 - 3     | São Paulo Futebol Clube      | 2 - 1        | 0 - 2        |
| Barcelona Sporting Club     | 1 - 2     | Club Libertad                | 1 - 0        | 0 - 2        |
| Rosario Central             | 1 - 4     | Boca Juniors                 | 1 - 1        | 0 - 3        |
| Atlético Nacional           | 3 - 3 (u) | Club General Díaz            | 0 - 2        | 3 - 1        |

## Eindronde
- De wedstrijden worden over twee wedstrijden gespeeld, waarbij het hoger geplaatste team thuis speelt in de 2e wedstrijd.
- De wedstrijden in de Achtste finales, Kwartfinale en halve finale is de uitdoelpuntenregel van toepassing. Als beide teams na twee wedstrijden gelijk eindigden, volgen er direct strafschoppenserie (er volgt geen verlenging).
- In de finale is de uitdoelpuntenregel niet van toepassing. Als beide teams na twee wedstrijden gelijk eindigden, volgt 30 minuten verlenging en indien beide teams daarna nog steeds gelijk staan volgt er een strafschoppenserie.
- Indien er twee halvefinalisten van hetzelfde land zijn, zullen zij tegen elkaar spelen.

### Laatste 16
| Teams             | Teams              | Teams                     | Uitslagen    | Uitslagen    |
| Team 1            | Totaal             | Team 2                    | 1e wedstrijd | 2e wedstrijd |
| ----------------- | ------------------ | ------------------------- | ------------ | ------------ |
| Atlético Nacional | 3 – 2              | Vitória                   | 2 – 2        | 1 – 0        |
| Boca Juniors      | 1–1 (4 – 3 n.s.)   | Deportivo Capiatá         | 0 – 1        | 1 – 0        |
| Libertad          | 1 – 5              | River Plate               | 1 – 3        | 0 – 2        |
| São Paulo         | 4 – 2              | Huachipato                | 1 – 0        | 3 – 2        |
| Emelec            | 1 – 1 (6 – 5 n.s.) | Goiás                     | 1 – 0        | 0 – 1        |
| Estudiantes       | 3 – 3 (3 – 1 n.s.) | Peñarol                   | 2 – 1        | 1 – 2        |
| Cerro Porteño     | 3 – 2              | Lanús                     | 2 – 1        | 1 – 1        |
| Bahia             | 2 – 2 (6 – 7 n.s.) | Universidad César Vallejo | 2 – 0        | 0 – 2        |

### Kwartfinales
| Teams                   | Teams  | Teams                     | Uitslagen    | Uitslagen    |
| Team 1                  | Totaal | Team 2                    | 1e wedstrijd | 2e wedstrijd |
| ----------------------- | ------ | ------------------------- | ------------ | ------------ |
| Atlético Nacional       | 2 – 0  | Universidad César Vallejo | 1 – 0        | 1 – 0        |
| Boca Juniors            | 5 – 1  | Cerro Porteño             | 1 – 0        | 4 – 1        |
| Estudiantes de la Plata | 3 – 5  | River Plate               | 1 – 2        | 2 – 3        |
| São Paulo               | 6 – 5  | Emelec                    | 4 – 2        | 2 – 3        |

### Halve finales
| Teams             | Teams              | Teams        | Uitslagen    | Uitslagen    |
| Team 1            | Totaal             | Team 2       | 1e wedstrijd | 2e wedstrijd |
| ----------------- | ------------------ | ------------ | ------------ | ------------ |
| Atlético Nacional | 1 - 1 (4 - 1 n.s.) | São Paulo FC | 1 – 0        | 0 - 1        |
| Boca Juniors      | 0 - 1              | River Plate  | 0 – 0        | 0 - 1        |

### Finale
|                             |                   |       |             |                                     |
| 3 december 2014 19.15 UTC−5 | Atlético Nacional | 1 - 1 | River Plate | Estadio Atanasio Girardot, Medellín |
| 3 december 2014 19.15 UTC−5 |                   |       |             | Estadio Atanasio Girardot, Medellín |

|                              |             |       |                   |                                                           |
| 10 december 2014 21.15 UTC−3 | River Plate | 2 - 0 | Atlético Nacional | Estadio Monumental Antonio Vespucio Liberti, Buenos Aires |
| 10 december 2014 21.15 UTC−3 |             |       |                   | Estadio Monumental Antonio Vespucio Liberti, Buenos Aires |

River Plate wint met 3-1 over 2 wedstrijden
| Winnaar Copa Sudamericana 2014 |
| ------------------------------ |
| River Plate 1e titel           |

## Statistieken

### Scheidsrechters
| Naam                     | Geboren    | Land   | Duels | Kreeg geel | Kreeg voor de tweede keer geel en dus rood | Weggestuurd |
| ------------------------ | ---------- | ------ | ----- | ---------- | ------------------------------------------ | ----------- |
| Diego Abal               | 28.12.1971 | ARG    | 4     | 14         | 2                                          | 0           |
| Julio Bascuñán           | 11.06.1978 | CHI    | 4     | 19         | 1                                          | 1           |
| Víctor Carrillo          | 30.10.1975 | PER    | 4     | 25         | 1                                          | 2           |
| Roddy Zambrano           | 03.02.1978 | ECU    | 4     | 23         | 0                                          | 0           |
| Enrique Cáceres          | 20.03.1974 | PAR    | 3     | 14         | 0                                          | 1           |
| Néstor Pitana            | 17.06.1975 | ARG    | 3     | 13         | 0                                          | 1           |
| Mauro Vigliano           | 05.08.1975 | ARG    | 3     | 9          | 2                                          | 1           |
| José Argote              | 17.10.1980 | VEN    | 2     | 12         | 0                                          | 0           |
| Antonio Arias            | 07.09.1972 | PAR    | 2     | 13         | 1                                          | 1           |
| José Buitrago            | 05.11.1970 | COL    | 2     | 4          | 0                                          | 1           |
| Diego Ceballos           | 10.01.1978 | ARG    | 2     | 8          | 1                                          | 0           |
| Péricles Cortez          | 03.07.1975 | BRA    | 2     | 10         | 0                                          | 0           |
| Andrés Cunha             | 08.09.1976 | URU    | 2     | 9          | 0                                          | 0           |
| Marcelo de Lima          | 26.08.1971 | BRA    | 2     | 6          | 1                                          | 1           |
| Germán Delfino           | 04.05.1978 | ARG    | 2     | 12         | 1                                          | 2           |
| Daniel Fedorczuk         | 02.05.1976 | URU    | 2     | 10         | 0                                          | 1           |
| Christian Ferreyra       | 19.01.1978 | URU    | 2     | 7          | 0                                          | 1           |
| Óscar Maldonado          | 13.04.1972 | BOL    | 2     | 7          | 0                                          | 0           |
| Ricardo Marques          | 18.06.1979 | BRA    | 2     | 2          | 0                                          | 0           |
| Enrique Osses            | 26.05.1974 | CHI    | 2     | 8          | 0                                          | 0           |
| Wilmar Roldán            | 24.01.1980 | COL    | 2     | 12         | 1                                          | 0           |
| Silvio Trucco            | 18.04.1978 | ARG    | 2     | 15         | 0                                          | 0           |
| Darío Ubriaco            | 08.02.1972 | URU    | 2     | 8          | 0                                          | 0           |
| Guery Vargas             | 12.03.1981 | BOL    | 2     | 8          | 0                                          | 3           |
| Martín Vázquez           | 14.01.1969 | URU    | 2     | 10         | 0                                          | 0           |
| Adrián Vélez             | 00.00.1976 | COL    | 2     | 3          | 0                                          | 0           |
| Carlos Vera              | 25.06.1976 | ECU    | 2     | 6          | 0                                          | 1           |
| Leandro Vuaden           | 29.06.1975 | BRA    | 2     | 3          | 0                                          | 0           |
| Carlos Amarilla          | 26.10.1970 | PAR    | 1     | 2          | 0                                          | 1           |
| Pablo Díaz               | 20.07.1979 | ARG    | 1     | 6          | 0                                          | 0           |
| Mario Díaz de Vivar      | 22.10.1983 | PAR    | 1     | 5          | 0                                          | 0           |
| Fernando Falce           | 19.02.1976 | URU    | 1     | 7          | 1                                          | 0           |
| Henry Gambetta           | 23.02.1974 | PER    | 1     | 6          | 0                                          | 1           |
| Diego Haro               | 18.12.1982 | PER    | 1     | 2          | 0                                          | 0           |
| José Jordan              |            | BOL    | 1     | 6          | 0                                          | 1           |
| Wilson Lamouroux         | 17.05.1979 | COL    | 1     | 5          | 0                                          | 1           |
| Diego Lara               | 25.01.1979 | ECU    | 1     | 5          | 1                                          | 0           |
| Saul Laverni             | 21.01.1970 | ARG    | 1     | 5          | 0                                          | 0           |
| Heber Lopes              | 13.07.1972 | BRA    | 1     | 3          | 0                                          | 0           |
| Patricio Loustau         | 15.04.1975 | ARG    | 1     | 4          | 0                                          | 0           |
| Imer Machado             | 26.03.1973 | COL    | 1     | 3          | 1                                          | 0           |
| Jorge Alejandro Mancilla | 14.02.1979 | BOL    | 1     | 6          | 0                                          | 0           |
| Ulises Mereles           | 00.00.1984 | PAR    | 1     | 3          | 0                                          | 0           |
| Francisco Nascimento     | 09.10.1977 | BRA    | 1     | 6          | 1                                          | 0           |
| Omar Ponce               | 25.01.1977 | ECU    | 1     | 2          | 0                                          | 1           |
| Julio Quintana           | 00.00.1978 | PAR    | 1     | 6          | 0                                          | 0           |
| Sandro Ricci             | 28.09.1970 | BRA    | 1     | 5          | 0                                          | 0           |
| Wilton Sampaio           | 25.12.1981 | BRA    | 1     | 5          | 0                                          | 0           |
| Luis Alfonso Sánchez     | 01.09.1980 | COL    | 1     | 5          | 0                                          | 0           |
| Miguel Santivañez        | 15.04.1977 | PER    | 1     | 6          | 0                                          | 0           |
| Juan Soto                | 14.10.1977 | VEN    | 1     | 5          | 0                                          | 0           |
| Roberto Tobar            | 13.04.1978 | CHI    | 1     | 3          | 0                                          | 0           |
| Carlos Ulloa             | 04.09.1975 | CHI    | 1     | 3          | 0                                          | 0           |
| Totaal                   | Totaal     | Totaal | 92    | 404        | 15                                         | 22          |